# Die Nacht hat tausend Augen
Die Nacht hat tausend Augen (Alternativtitel: Du stirbst um elf; Originaltitel: Night Has a Thousand Eyes) ist ein in Schwarzweiß gedrehter US-amerikanischer Film noir aus dem Jahr 1948 mit Edward G. Robinson in der Hauptrolle.

## Handlung
Die Millionenerbin Jean Courtland versucht Selbstmord zu begehen, wird aber von ihrem Verlobten Elliott Carson davon abgehalten. In Rückblenden wird die Vorgeschichte erzählt.
John Triton tourt mit seiner Verlobten Jenny und dem Klavierspieler Whitney Courtland als angeblicher Wahrsager durch Varietés. Eines Tages hat er tatsächlich zutreffende Zukunftsvisionen. Sein Freund Courtland wird dank ihnen zum Millionär. Als Triton den Tod seiner Verlobten voraussieht, verlässt er sie und zieht sich aus der Gesellschaft zurück. Nach vielen Jahren zieht Triton in dieselbe Stadt wie Courtland. Dieser hatte nach Tritons Verschwinden dessen Verlobte geheiratet, die allerdings bei der Geburt der Tochter Jean verstarb. Als Triton die Vision eines Flugzeugabsturzes hat, bei dem Whitney Courtland ums Leben kommt, versucht er das zu verhindern und sucht dessen Tochter auf, um sie zu warnen. Das Unglück lässt sich allerdings nicht mehr verhindern.
Nun sieht Triton den Tod Jeans vor Ablauf einer Woche voraus. Jeans Verlobter Carson hält ihn für einen Betrüger und zieht die Polizei hinzu, die Triton misstraut. Diese stellt Jean in ihrem eigenen Haus unter Polizeischutz. Triton sieht verschiedene Ereignisse voraus, die vor Jeans Tod eintreten sollen. Eine Vorhersage nach der anderen erfüllt sich. Der Tod soll Jean abends um elf Uhr unter freiem Himmel ereilen. Dem Mörder, der auch für Courtlands Tod verantwortlich ist, gelingt es durch das Zurückstellen einer großen Wanduhr im Wohnzimmer die Polizei zu täuschen.
Als Jean glaubt, die Gefahr sei vorüber, verlässt sie alleine das Haus und geht in den Garten. Triton bemerkt den Trick und eilt Jean hinterher. Im letzten Augenblick gelingt es ihm den Mord zu verhindern. Die dazukommende Polizei begeht jedoch einen folgenschweren Irrtum. Sie erschießt Triton, weil sie ihn für den Angreifer hält. Jean klärt den Irrtum auf, so dass der richtige Täter, Mr. Gilman verhaftet werden kann. Gilman hatte versucht, auf verbrecherische Weise die Macht in Courtlands Firma an sich zu reißen.

## Kritik
„Der Film verbindet die Spannung eines phantastischen Melodrams mit feinnerviger psychologischer Darstellung.“

## Hintergrund
Der Film basiert auf einer Novelle von Cornell Woolrich. In der deutschen Synchronfassung spricht Wolfgang Büttner die Rolle des John Triton.  

## Nachweise
1. ↑  Die Nacht hat tausend Augen. In: Lexikon des internationalen Films. Filmdienst, abgerufen am 26. Mai 2021.